# Westville (Canada)
Westville è una municipalità (town) del Canada, situata nella provincia di Nuova Scozia.

## Disastro di Drummond
Il 13 maggio 1873 nella miniera di Drummond situata vicino a Westville si verificò un'esplosione, che provocò la morte di 70 persone.